# Frederick William Pomeroy
Pour les articles homonymes, voir Pomeroy.
Frederick William Pomeroy, né le 9 octobre 1856 à Londres et décédé le 26 mai 1924, est un sculpteur anglais se rattachant au mouvement New Sculpture.

## Biographie
Il se forma auprès du sculpteur Jules Dalou à la Lambeth School of Art ainsi que lors d'un voyage d'étude en 1885 pendant lequel il alla étudier à Paris sous Antonin Mercié.
Il se rendit ensuite à Rome.
Il se fit connaître surtout comme sculpteur décorateur de grands monuments publics à Londres, dont quatre des huit statues sur Vauxhall Bridge, représentant La Science, Les Arts, Le Gouvernement Local et L'Éducation (les autres sont par Alfred Drury).
Pomeroy devient Maître de l'Art Workers' Guild en 1908.